# Zé Bezerra
José Bezerra de Carvalho (13 de março de 1929), mais conhecido como Zé Bezerra ou  O Águia de Prata, é um poeta cordelista brasileiro.

## Biografia
José Bezerra de Carvalho nasceu em Ipueiras (Ceará), em 13 de março de 1929. Encontra-se radicado, há várias décadas, em Teresina.
Autodidata, começou a escrever seus versos aos dez anos de idade, publicando-os somente a partir de 1985. Zé Bezerra é primeiro sargento reformado da Polícia Militar do Piauí, membro e sócio fundador do Sindicato dos Cantadores e Poetas Populares do Piauí e sócio da U.B.E. ([[União Brasileira de Escritores[[) do Estado do Piauí. Sua vasta obra inclui mais de 35 trabalhos publicados pela Editora Gráfica Mendes, Gráfica Pinheiro, Editora Rima, Fundação Cultural Monsenhor Chaves (da Prefeitura de Teresina) e Editora COMEPI (Companhia Editora do Piauí).
O poeta Zé Bezerra costuma definir-se como um admirador da natureza, da Flora e da Fauna brasileira. Católico de nascimento, é também Ministro Extraordinário da Eucaristia Comunitária, além de Vicentino e membro do Apostolado da Oração e Coordenador da Pastoral Católica no bairro Aeroporto, em Teresina, onde reside desde os três anos de idade.
Seu trabalho de divulgação da cultura popular fez com que construísse uma biblioteca com obras de cordel de sua autoria e de outros autores, a Biblioteca da Literatura Popular "A Voz da Poesia", aberta ao público em geral para estudos e pesquisas sobre arte, cultura popular e literatura de cordel 2.
Como profundo conhecedor do tema e com sua própria vivência de poeta popular, tornou-se convidado habitual para proferir palestras nas escolas públicas e particulares de Teresina e em outras cidades e nas Universidade FEDERAL (UFPI) e ESTADUAL (UESPI)3, sempre tratando sobre a literatura de cordel, estimulando o hábito da leitura entre os estudantes e divulgando o estudo e a apreciação da poesia popular.